# Robert Bergsaker
Robert Bergsaker (6. marts 1914-18. september 2009) var en norsk missionær, prædikant og forfatter af bl.a. rejseberetninger.